# Pomatostomus
Genre
Synonymes
- Morganornis Mathews, 1912[2]

Pomatostomus est un genre de passereaux de la famille des Pomatostomidés. 

## Répartition
Ses membres sont endémiques d'Australie à l'exception du Pomatostome à calotte grise également présent dans le sud de la Nouvelle-Guinée.

## Liste des espèces
Selon la classification de référence du Congrès ornithologique international (version 6.4, 2016) :
- Pomatostomus halli Cowles, 1964 — Pomatostome de Hall, Jahoo à ventre cendré
- Pomatostomus ruficeps (Hartlaub, 1852) — Pomatostome à calotte marron, Jahoo à couronne rousse
- Pomatostomus superciliosus (Vigors & Horsfield, 1827) — Pomatostome bridé, Jahoo à sourcils
  - Pomatostomus superciliosus gilgandra (Mathews, 1912)
  - Pomatostomus superciliosus superciliosus (Vigors & Horsfield, 1827)
  - Pomatostomus superciliosus ashbyi Mathews, 1911
  - Pomatostomus superciliosus centralis Schodde & Mason, IJ, 1999
- Pomatostomus temporalis (Vigors & Horsfield, 1827) — Pomatostome à calotte grise, Jahoo à couronne grise
  - Pomatostomus temporalis temporalis (Vigors & Horsfield, 1827)
  - Pomatostomus temporalis rubeculus (Gould, 1840)